# Mặt Trăng thật đẹp
Mặt Trăng thật đẹp (Nhật: 月がきれい Hepburn: Tsuki ga Kirei, nhan đề phụ tiếng Anh: as the moon, so beautiful) là một tác phẩm anime truyền hình thuộc thể loại lãng mạn, tuổi mới lớn do Kishi Seiji đạo diễn. Phim sản xuất bởi feel., và đội ngũ sản xuất Mặt Trăng thật đẹp phân phối. loundraw tham gia sản xuất tác phẩm với vai trò thiết kế nhân vật, phần kịch bản do Kakihara Yūko chịu trách nhiệm. Tōyama Nao viết và trình bày ca khúc chủ đề "Imakoko" và "Tsuki ga Kirei", bên cạnh việc soạn nhạc phim do Iga Takurō đảm nhận. Là một câu chuyện tình lãng mạn đương đại tuổi mới lớn, nội dung phim kể về cuộc sống của hai học sinh năm ba sơ trung, Akane và Kotarō, lần đầu yêu nhau và cố gắng để duy trì mối quan hệ của họ.

## Tổng quan

### Bối cảnh
Mặt Trăng thật đẹp lấy bối cảnh trọng tâm đặt tại Kawagoe — một thành phố thuộc tỉnh Saitama, cách trung tâm Tokyo khoảng 30 phút. Bộ phim ngay lập tức giới thiệu bối cảnh trong phân cảnh mở đầu với hình ảnh phản chiếu con đường chính của Kawagoe. Địa điểm xuất hiện trong phần mở đầu và trailer Mặt Trăng thật đẹp nằm phía sau đền Hikawa — nơi những cây hoa anh đào xếp dọc hai bên bờ sông Shingashi. Trường Sơ trung Daisan là ngôi trường không có thật trong thực tế, thay vào đó, ngôi trường dựa trên trường tiểu học Myojo Gakuen nằm ở Musashino — một thành phố ở phía tây của thủ đô Tokyo. Hiệu sách Kotarou bước vào ở cuối tập thứ nhất trên thực tế là một cửa hàng bánh kẹo Nhật Bản, cùng cửa hàng bên trái là một quán cà phê nhỏ. 

### Nội dung
Azumi Kotaro và Mizuno Akane học chung lớp khi lên năm 3 sơ trung. Họ nhận nhiệm vụ phụ trách thiết bị một lễ hội thể thao và dần trở nên thân thiết hơn thông qua những dòng tin nhắn trên Line. Họ cùng với những người bạn khác bắt đầu nảy sinh tình cảm và hiểu nhầm lẫn nhau. Tuy nhiên, Kotaro và Akane phát hiện ra rằng không phải lúc nào người kia cũng thẳng thắn. Dù vậy, dưới ánh trăng rằm, Kotaro đã hỏi Akane một câu duy nhất — lời tỏ tình dành cho cô.
Do cha Akane chuyển công tác, cô sẽ nhập học một trường cao trung ở Chiba. Cô lo lắng về một mối quan hệ yêu xa, nhưng Kotaro đã viết một cuốn tiểu thuyết về mối quan hệ giữa anh với Akane và đăng tác phẩm lên một trang web xuất bản tiểu thuyết. Sau khi đọc xong, Akane rời thị trấn với đôi mắt ngấn lệ vì tình cảm của Kotaro dành cho cô.
Trong phần kết của tập cuối cùng, một hình ảnh tĩnh mô tả Kotaro và Akane tiếp tục mối quan hệ yêu xa, kết hôn và sinh con.

### Nhân vật
| Nhân vật                       | Lồng tiếng      |
| ------------------------------ | --------------- |
| Azumi Kotarō (安曇 小太郎)     | Chiba Shōya     |
| Mizuno Akane (水野 茜)         | Kohara Konomi   |
| Hira Takumi (比良 拓海)        | Tamaru Atsushi  |
| Nishio Chinatsu (西尾 千夏)    | Murakawa Rie    |
| Yamashina Roman (山科 ろまん)  | Fudemura Eishin |
| Ogasawara Daichi (小笠原 大地) | Kaneko Makoto   |
| Sonoda Ryōko (園田 涼子)       | Tōyama Nao      |
| Azumi Ryūnosuke (安曇 龍之介)  | Oka Kazuo       |
| Azumi Junko (安曇 淳子)        | Inoue Kikuko    |
| Mizuno Hiroshi (水野 洋)       | Iwata Mitsuo    |
| Mizuno Saori (水野 沙織)       | Saito Chiwa     |
| Mizuno Ayane (水野 彩音)       | Maekawa Ryōko   |

#### Nhân vật chính
Azumi Kotarō (安曇 小太郎)
Học sinh lớp 3-1 tham gia câu lạc bộ văn học. Anh nhắm đến việc trở thành một tiểu thuyết gia và dành sự tôn trọng lớn đối với Dazai Osamu. Ban đầu, anh rất xấu hổ khi cho người khác đọc tiểu thuyết của mình, nhưng khi biết Akane thích chạy bộ và sẵn sàng sử dụng sự bối rối như một phương pháp để cải thiện bản thân, anh bắt đầu cởi mở với điều đó hơn. Ngay từ khi còn nhỏ, Kotarō đã được hướng dẫn biểu diễn điệu nhảy truyền thống và nhạc đệm lễ hội Hayashi tại một ngôi đền Thần đạo ở địa phương. Anh bí mật bắt đầu hẹn hò với Akane, tuy nhiên, sau đó anh đã tiết lộ điều này với Takumi. Khi Akane buộc phải chuyển đến Chiba do công việc của cha cô, Kotarō cố gắng đậu cùng trường với cô, bất chấp sự phản đối của cha mẹ, nhưng điều này đã không thành công. Anh không thể tiễn Akane vào ngày chuyển nhà của cô, mặc dù vậy, anh đã xuất bản một tác phẩm tiểu thuyết trực tuyến kể về câu chuyện giữa anh và Akane.
Mizuno Akane (水野 茜)
Học sinh lớp 3-1 thuộc câu lạc bộ điền kinh. Khi cô cảm thấy lo lắng, cô thường bóp chặt bao túi khoai tây nhằm thả lỏng. Akane chuyển đến Kawagoe, Saitama khi cô còn là học sinh lớp năm ở trường tiểu học. Cô bí mật bắt đầu hẹn hò với Kotarō, nhưng sau đó tiết lộ điều này với Chinatsu và Takumi. Khi cô buộc phải chuyển đến Chiba do công việc của cha mình, cô trở nên lo lắng về mối quan hệ trong tương lai của mình với Kotarō, vì vậy, cô đã động viên Kotarō khi anh ấy cố gắng vào cùng trường với cô. Việc Kotarō nhận kết quả không đậu khiến cô lại cảm thấy lo lắng, nhưng lại tìm thấy hy vọng mới khi đọc tiểu thuyết của anh trên nền tảng trực tuyến, cùng lời hứa sẽ yêu cô mãi mãi.

#### Nhân vật phụ
Hira Takumi (比良 拓海)
Học sinh lớp 3-3, nhân vật phụ trong Mặt Trăng thật đẹp, đồng thời là đội trưởng câu lạc bộ điền kinh. Anh thường xuyên dành điểm số cao kể từ khi còn là học sinh năm nhất, bên cạnh việc liên tục lọt vào cuộc thi chạy nước rút cấp tỉnh hàng năm. Anh dành tình yêu đơn phương cho Akane trong nhiều năm, nhưng không có cơ hội để nói với cô ấy về cảm giác của anh trước khi biết việc Kotarō đang hẹn hò cùng Akane. Lần cuối cùng anh xuất hiện trong phim là khi anh tốt nghiệp cùng với những người bạn là thành viên câu lạc bộ điền kinh của mình.
Nishio Chinatsu (西尾 千夏)
Học sinh lớp 3-2, vận động viên chạy nước rút thuộc câu lạc bộ điền kinh, bên cạnh, nhân vật phụ trong phim, cũng như là bạn thân của Akane và Aoi. Sau khi nhận thấy số điểm cao của Akane trong môn điền kinh, cô bắt đầu tăng cường luyện tập nhằm có thể vượt qua cô ấy. Trong năm nhất cao trung, cô nhận vào trường công lập Daiichi – nơi cô sẽ học cùng Kotarō Mặc dù biết Kotarō đang hẹn hò với Akane, nhưng cô đã thổ lộ tình cảm của mình dành cho anh ấy rằng cô vẫn luôn thích anh.
Yamashina Roman (山科 ろまん)
Học sinh lớp 3-1, một trong những người bạn thân của Azumi Kotarō, người đang yêu giáo viên chủ nhiệm Sonoda Ryōko và luôn muốn công khai tình yêu của mình, đồng thời, nằm trong tuyến nhân vật phụ của tác phẩm. Anh thường xuyên ôm Kotarō bất cứ khi nào anh ấy muốn. Anh thích đi chơi với bạn bè của mình, thậm chí còn muốn họ bỏ qua các buổi sinh hoạt câu lạc bộ chỉ để có thể đi chơi. Lần xuất hiện đầu tiên của Roman là tại hội đồng quản trị của trường cùng với những người bạn của anh ấy.
Ogasawara Daichi (小笠原 大地)
Tương tự như Yamashina Roman, anh là học sinh lớp 3-1, nhân vật phụ trong Mặt Trăng thật đẹp, bạn thân của Kotarou, bên cạnh là thành viên của câu lạc bộ judo. Anh thích thực hiện các cuộc tấn công vui nhộn vào Kotarō hoặc Roman và thường không bỏ qua các buổi sinh hoạt câu lạc bộ của mình. Vì được cho là có nhiều điểm tốt, anh khá nổi tiếng đối với các giáo viên trong trường. Anh luôn than thở về việc không được các cô gái hâm mộ, điều mà anh cho là vì mình nằm trong câu lạc bộ judo.

## Tập phim
| TT. | Tiêu đề                                      | Đạo diễn                                                                       | Biên kịch     | Ngày phát hành gốc  |
| --- | -------------------------------------------- | ------------------------------------------------------------------------------ | ------------- | ------------------- |
| 1 | "Haru to Shura" (春と修羅)                   | Iwasaki Mitsuhiro                                                              | Kakihara Yūko | 6 tháng 4 năm 2017  |
| Azumi Kotarō và Mizuno Akane là hai học sinh sơ trung tại trường Kawagoe ở Kawagoe, Saitama. Khi bước vào năm thứ ba, đồng thời là năm cuối, họ tham gia câu lạc bộ điền kinh của trường: Kotarō với tư cách là người quản lý thiết bị, bên cạnh, Akane với tư cách là người chạy. Mặc dù cả hai học cùng lớp, nhưng lại quá xấu hổ để nói chuyện với nhau. Akane cùng người nhà đến một nhà hàng và tình cờ gặp gia đình Kotarō. Sau khi Akane yêu cầu Kotarō không tiết lộ điều này cho bất kỳ ai, họ hiếm khi nói chuyện cho đến khi Akane quyết định xin thông tin liên lạc nhằm đưa Kotarō vào nhóm LINE của câu lạc bộ điền kinh sau khi anh bị giáo viên mắng khi không tham gia vào công việc của người quản lý do anh không có mạng lưới liên lạc. |                                              |                                                                                |               |                     |
| 2 | "Ichiaku no Suna" (一握の砂)                 | Hirai Yoshimichi                                                               | Kakihara Yūko | 13 tháng 4 năm 2017 |
| Akane và Kotarō miễn cưỡng tham gia lễ hội thể thao cuối cùng của họ ở trường sơ trung, với tư cách là thành viên của cùng một đội. Akane giành được vị trí dẫn đầu ở nội dung 200 mét cô ấy tham gia, điều này khiến Kotarō rất ấn tượng. Tuy nhiên, Kotarō không giỏi thể thao, cuối cùng, anh vấp ngã trong quá trình chạy, đồng thời, bị xước ở tay. Chinatsu đã băng bó vết thương cho anh một cách cẩu thả. Sau đó, Akane đánh rơi con thú nhồi bông của mình vào một thiết bị. Khi nhận ra mình đã làm mất nó, sự lo lắng của Akane lên đến đỉnh điểm khiến cô ấy lóng ngóng làm rớt dùi cui ở nội dung 4 x 100 mét tiếp sức, khiến đội của cô tuột mất chiến thắng. Takumi, người mà hầu hết học sinh trong trường cho rằng có tình cảm với Akane, đã cố gắng an ủi cô ấy. Kotarō cuối cùng cũng tìm thấy con thú nhồi bông và trả lại cho cô. Biết ơn, Akane trút bỏ tất cả những bất an của mình dành cho Kotarō — người lúng túng nói với cô rằng anh vẫn ổn. Được Akane truyền cảm hứng, Kotarō chia sẻ tiểu thuyết của mình với chủ hiệu sách địa phương Tachibana Daisuke. Khi trở về nhà, Kotarō và Akane bắt đầu trò chuyện riêng trên LINE. |                                              |                                                                                |               |                     |
| 3 | "Tsuki ni Hoeru" (月に吠える)                | Hiromine Gidai                                                                 | Kakihara Yūko | 20 tháng 4 năm 2017 |
| Trong kỳ thi giữa kỳ, Kotarō nhận thông tin cuốn tiểu thuyết anh ấy gửi trong một cuộc thi trên tạp chí đã không được chọn. Anh nhắn tin cho Akane về điều này, đồng thời, nhận lời khuyên từ cô rằng anh ấy là chính mình. Khi ngày đi học trở lại, những học sinh năm ba trở nên ồn ào với tin đồn hẹn hò; Kotarō tình cờ nghe được Chinatsu và bạn của cô là Aoi nói về việc Takumi sẽ rủ Akane đi chơi, khiến anh mất tinh thần. Chủ nhật tiếp theo, Akane tham gia một cuộc thi điền kinh, trong khi Kotarō đến một ngôi đền để tập nhạc chuẩn bị cho lễ hội Kawagoe cũng như quyết định cầu nguyện cho Akane giành chiến thắng. Vào ban đêm, Akane xuất hiện trước mặt Kotarō sau khi cuộc thi kết thúc. Sau một lúc do dự, Kotarō thú nhận với Akane rằng anh muốn hẹn hò với cô. |                                              |                                                                                |               |                     |
| 4 | "Tōriame" (通り雨)                           | Nakata Makoto                                                                  | Kakihara Yūko | 27 tháng 4 năm 2017 |
| Akane bối rối trước lời thú nhận của Kotarō và trả lời, "Chờ mình một chút." Sau đó, cả hai gặp nhau trong chuyến du ngoạn của trường tới Kyoto mà không nói một lời nàu. Những học sinh trong trường cố gắng nghĩ ra cách để mang theo điện thoại thông minh — thứ bị cấm sử dụng trong chuyến đi. Tối hôm đó, Kotarō gửi tin nhắn LINE cho Akane nhằm gặp nhau trước cửa hàng bách hóa vào ngày hôm sau, nhưng giáo viên đã tìm thấy và tịch thu điện thoại thông minh của anh. Ngày hôm sau, vì không liên lạc được với Kotarō, Akane đợi một mình trước cửa hàng bách hóa. Kotarō — người đang tìm kiếm Akane trong mưa, đã mạnh dạn nhờ Chinatsu liên lạc để gặp Akane. Sau khi trách mắng anh ấy, Akane đã thú nhận rằng cô ấy muốn nói chuyện với anh nhiều hơn. |                                              |                                                                                |               |                     |
| 5 | "Kokoro" (こころ)                            | Fujii Takafumi                                                                 | Kakihara Yūko | 4 tháng 5 năm 2017  |
| Kotarō và Akane bắt đầu hẹn hò, nhưng họ lại giữ bí mật về điều này ngoại trừ Ayane — chị gái của Akane. Kết quả cho mối quan hệ của họ là điểm số của Kotarō bắt đầu giảm sút. Cả hai đặt câu hỏi về cách để tiến triển mối quan hệ của họ, điều này khiến Kotarō đề nghị Akane gặp nhau tại thư viện trong bữa trưa để có sự riêng tư. Tuy nhiên, khi đến thời điểm đã hẹn, Akane trở nên lo lắng vì không muốn bỏ lại những người bạn của mình. Kotarō gặp Chinatsu trong thư viện, cô quyết định sẽ học cùng trường luyện thi với anh. Akane cuối cùng cũng đến nơi hẹn nhưng lại cảm thấy ghen tị khi nhìn thấy cảnh tưởng trước mắt. Takumi sau đó đã đối mặt với cô và nói về màn trình diễn của cô ấy, làm tăng thêm tin đồn rằng họ đang hẹn hò. Kotarō đến gặp Daisuke để xin lời khuyên, anh quyết định rời hiệu sách của mình để Akane dành thời gian cho Kotarō. Cả hai có một cuộc nói chuyện nhỏ, nơi Kotarō nói rằng anh rất ngưỡng mộ khi theo dõi cô ấy chạy. Họ nắm tay nhau lần đầu tiên khi Akane nhận được tin nhắn từ Chinatsu nói rằng cô đã phải lòng Kotarō. |                                              |                                                                                |               |                     |
| 6 | "Hashire Merosu" (走れメロス)                | Nakata Makoto                                                                  | Kakihara Yūko | 11 tháng 5 năm 2017 |
| Akane không nói với Kotarō về tin nhắn của Chinatsu, bên cạnh, Kotarō cùng tinh thần phấn chấn, cố gắng làm tốt các hoạt động ở đền thờ của mình, đồng thời, nhận thông tin tác phẩm của mình có thể sẽ được xuất bản. Anh gặp Akane trong thư viện để nói điều đó với cô ấy, mặc dù vậy, việc anh đến gặp nhà xuất bản có thể khiến anh không thể theo dõi đại hội cô ấy tham gia. Vào Chủ nhật, Kotarō đến gặp đơn vị xuất bản, biên tập viên Kitamura khuyên anh nên viết một cuốn light novel thay vì văn học thuần túy, khi anh trở về nhà, mẹ anh đã mắng anh vì âm thầm đến nhà xuất bản. Trong khi đó, trái ngược với Chinatsu làm tốt trong cuộc thi, Akane đã không thể đi tiếp vào vòng trong. Tại thư viện vào sáng hôm sau, Kotarō và Akane hứa sẽ cố gắng hết sức. Sau giờ học, Akane và Chinatsu xin lỗi nhau vì đã im lặng và làm hòa, tuy nhiên, Chinatsu nói rằng cô ấy muốn từ bỏ Kotarō một cách chính đáng nên cô sẽ thú nhận với anh ấy. |                                              |                                                                                |               |                     |
| 6.5 | "Zenhanshō Dōtei" (前半抄「道程」)           | TBA                                                                            | TBA           | 18 tháng 5 năm 2017 |
| Tổng hợp từ tập 1 đến tập 6. |                                              |                                                                                |               |                     |
| 7 | "Oshiminaku Ai wa Ubau" (惜しみなく愛は奪う) | Takada Masatoyo                                                                | Kakihara Yūko | 25 tháng 5 năm 2017 |
| Chinatsu mời Akane, Kotarō và Takumi đến công viên giải trí, kết quả là một nhóm lớn tạo ra. Khi họ đang đứng tại cửa hàng quà tặng, Roman bỗng nhiên mất tích. Kotarō tìm thấy anh trại khu vực sơ cứu — nơi Roman thừa nhận rằng anh biết Kotarō đang hẹn hò với Akane. Roman cố gắng tạo cho họ chút riêng tư, dù biết rằng cả nhóm đã bỏ rơi Akane và Takumi, nhằm cố tình khiến họ bị lạc để họ có thể bắt đầu hẹn hò. Kotarō cuối cùng cũng tìm thấy họ và cảm thấy bị phản bội, anh nói với Takumi rằng giữa anh và Akane đang hẹn hò. Họ rời đi, Chinatsu buồn bã nhìn thấy. Takumi quay trở lại nơi mọi người đứng và tiết lộ tình hình. Kotarō cùng Akane quyết định tự mình tham quan công viên. Vài giờ sau, họ xem pháo hoa, đồng thời, tách biệt khỏi nhóm. Họ gần như chia sẻ nụ hôn đầu tiên của mình, nhưng bị một cô bé cắt ngang. Trên chuyến tàu về nhà, điện thoại thông minh của Akane nhận một tin nhắn LINE đầy tiếc nuối từ Chinatsu nói rằng: "Mình không thể thú nhận." |                                              |                                                                                |               |                     |
| 8 | "Wita Sekusuarisu" (ヰタ・セクスアリス)      | Saga Satoshi                                                                   | Kakihara Yūko | 1 tháng 6 năm 2017  |
| Cuối cùng, cả trường biết rằng Kotarō và Akane đang hẹn hò, họ cố gắng dành nhiều thời gian hơn cho nhau, cùng việc Akane đến thăm Kotarō khi anh tập dượt cho lễ hội của mình. Sau đó, người quản lý ngôi đền đưa cho Kotarō một số tiền để anh, bên cạnh Akane đến một lễ hội. Mọi việc diễn ra tốt đẹp cho đến khi Akane biết rằng cô đã bỏ lỡ sinh nhật của Kotarō, khiến cô ấy buộc phải ra ngoài để mua cho anh một con thú nhồi bông thay cho món quà. Khi cùng nhau đi dạo trên một cây cầu, cả hai đã chia sẻ nụ hôn đầu tiên của mình. |                                              |                                                                                |               |                     |
| 9 | "Kaze Tachinu" (風立ちぬ)                    | Hiromine Gidai                                                                 | Kakihara Yūko | 8 tháng 6 năm 2017  |
| Đơn đăng ký vào trường cao trung bắt đầu tiếp nhận, Kotarō và Akane quyết tâm học cùng trường mặc dù không biết cụ thể là trường nào. Vào bữa tối, mỗi người đều phải đối mặt với những viễn cảnh nghiêm trọng: Cha của Akane sẽ chuyển đến công tác tại Chiba, trong khi mẹ của Kotarō gây áp lực buộc anh phải nghiêm túc lựa chọn trường cao trung. Mặc dù vậy, anh không nói với Akane về tình hình. Thay vào đó, Kotarō bí mật đến cuộc thi cuối cùng của Akane, nơi cô lập kỷ lục cá nhân mới; Chinatsu sau đó đã phát hiện ra anh ta. Akane vô tình nói với Takumi về việc chuyển nhà. Đáp lại, Takumi mời câu lạc bộ điền kinh đến tham gia lễ hội của Kotarō. Cả anh và Chinatsu đều thừa nhận rằng họ vẫn chưa thực sự vượt qua được Akane và Kotarō. Đêm đó, Kotarō xin lỗi Akane vì anh đã đến cuộc thi, đồng thời, Akane cũng nói với anh ấy về việc cô sẽ chuyển nhà. |                                              |                                                                                |               |                     |
| 10 | "Shayō" (斜陽)                               | Hirai Yoshimichi                                                               | Kakihara Yūko | 15 tháng 6 năm 2017 |
| Akane quyết định nộp đơn vào một cao trung ở Chiba mà cha mẹ cô và Takumi giới thiệu. Cô ấy gặp Kotarō, anh nói rằng anh sẽ cố gắng nộp đơn vào cùng trường với cô ấy và rằng bất chấp điều đó, họ sẽ ở bên nhau. Câu lạc bộ điền kinh sau đó đến lễ hội của Kotarō — nơi họ xem anh ấy biểu diễn. Sau đó, Takumi và Akane đi riêng để vứt bỏ một số đồ đạc. Trong khi họ đợi Kotarō nghỉ giải lao, Takumi thừa nhận rằng anh phải lòng cô ấy trong khi Kotarō đang hướng mắt về phía họ. Choáng ngợp với những gì diễn ra, Kotarō sau đó đối mặt với Akane, đồng thời, nói về chuyện của Takumi. Mặc dù cô ấy giải thích tình hình, Kotarō vẫn rất thất vọng và tiếp tục biểu diễn tại lễ hội, khiến Akane rơi nước mắt rời đi. Cả hai không nói chuyện với nhau trong một thời gian, cho đến khi Akane nhận thấy rằng ai đó ở trường luyện thi của Kotarō đã nộp đơn vào trường cao trung mà Akane dự định theo học. Akane hỏi Kotarō về điều đó, và anh nói với cô ấy rằng bất kể tương lai của anh ấy như thế nào, anh muốn ở bên cô. Akane rơi nước mắt cảm ơn và hôn anh. |                                              |                                                                                |               |                     |
| 11 | "Gakumon no Susume" (学問のすすめ)           | Nozaki Masayo                                                                  | Kakihara Yūko | 22 tháng 6 năm 2017 |
| Kotarō bắt đầu học tập chăm chỉ để nhập học trường của Akane. Ban đầu, mẹ anh rất phấn khởi, tuy nhiên, tại một cuộc họp phụ huynh, Kotarō tiết lộ ý định thực sự của mình, khiến mối quan hệ của anh với cha mẹ trở nên căng thẳng. Trong khi đó, ngoài việc học, Akane bắt đầu đan khăn quàng cổ cho Kotarō. Ayame phát hiện bí mật của cô ấy, buộc Akane phải tiết lộ tình hình; cô hoài nghi, tin rằng họ có thể chia tay sau đó. Cả trường cuối cùng cũng phát hiện ra ý định của anh, khiến họ cảm thấy ái ngại. Kotarō và Akane đi chơi vào dịp Giáng sinh, Akane đưa cho Kotarō chiếc khăn quàng cổ. Khi họ nói về điểm số, Akane đề cập đến việc sự ủng hộ của cha mẹ có ý nghĩa rất lớn như thế nào, so sánh việc cha mẹ cô luôn ủng hộ cô ấy như thế nào với cha mẹ anh. Một thời gian sau, sau khi Akane đỗ, Kotarō biết được từ cha mình rằng mẹ anh hiện đã ủng hộ quyết định của anh vì sự cố gắng của anh ấy, miễn là anh vượt qua kỳ thi. Kotarō rời đi vào buổi sáng để đi thi. |                                              |                                                                                |               |                     |
| 12 | "Sorekara" (それから)                        | Fujii Takafumi Takada Masatoyo Nakata Makoto Hirai Yoshimichi Ikehata Takafumi | Kakihara Yūko | 29 tháng 6 năm 2017 |
| Việc Kotarō không thể đậu vào trường của Akane, khiến anh và Akane rất buồn. Daisuke gợi ý Kotarō sử dụng tình tiết này trong tác phẩm của mình, trong khi Ayane gợi ý Akane nên chia tay với anh hơn là yêu xa. Kotarō và Chinatsu cuối cùng đã đậu vào cùng một trường trung học. Khi đi bộ về nhà, Chinatsu tỏ tình với Kotarō, đồng thời, chấp nhận sự từ chối của anh ấy một cách thân thiện. Sau khi tốt nghiệp, theo gợi ý từ Roman, Kotarō bắt đầu xuất bản tiểu thuyết trực tuyến. Anh và Akane đi dạo, Kotarō tỏ vẻ tràn đầy hy vọng, thề sẽ nỗ lực nhiều hơn để gặp cô ấy thường xuyên, nhưng Akane vẫn cảm thấy lo lắng với lời thú nhận của Chinatsu, cho rằng cuối cùng họ sẽ chia tay. Cô thừa nhận sự lo lắng của cô đã khiến cô tin rằng cô ấy không làm gì khác ngoài việc gây rắc rối cho Kotarō, sau khi hôn anh ấy, cô bỏ trốn và òa khóc. Nhiều tuần sau, gia đình Akane bắt đầu chuyển đi. Trong khi Akane nói lời tạm biệt với Chinatsu và Aoi, cha mẹ cô ấy để cô đi chuyến sau, trong khi đó, Chinatsu cho cô xem tác phẩm đã xuất bản của Kotarō: một câu chuyện về cô ấy. Kotarō trong khi đó bị cuốn vào công việc lễ hội và không thể tiễn cô ấy đi. Daisuke nói với anh rằng câu chuyện đã trở nên vô cùng nổi tiếng, đồng thời, Kotarō để ý Akane đã bình luận "Điều gì xảy ra tiếp theo?". Anh vội vã đến gặp cô ở nhà ga, mặc dù vậy, cô đã rời đi. Thay vào đó, anh hét lên từ một cây cầu khi chuyến tàu của cô ấy chạy qua, rằng anh ấy yêu cô ấy. Trong cảnh hậu danh đề, cặp đôi đã duy trì mối quan hệ yêu xa trong những năm sau. Cuối cùng, họ cùng nhau học cùng trường đại học, chuyển đến sống tại một căn hộ ở tuổi trưởng thành, kết hôn, sinh ra một đứa con, đồng thời, tiếp tục nhắn tin qua LINE. |                                              |                                                                                |               |                     |
| OVA | "Tsuki ga Kirei Tokubetsu" (月がきれい特別)  | Kishi Seiji                                                                    | Kakihara Yūko | 27 tháng 9 năm 2017 |